# L' Hora
L' Hora fue un semanario en catalán que se publicó en Barcelona del 10 de diciembre de 1930 a octubre de 1931. Inicialmente actuó como órgano oficioso del Bloc Obrer i Camperol (Bloque Obrero y Campesino).  Pretendía ser una revista política, cultural y de orientación ideológica comunista, e insertó a menudo reportajes informativos sobre la situación y la política en la URSS .  Su primer director fue Daniel Domingo i Montserrat, y fueron principales redactores Àngel Estivill, Jordi Arquer, Joaquín Maurín, Andreu Nin, Jaume Miravitlles y otros.
Tuvo una segunda época (de abril a octubre de 1934) y una tercera (enero-mayo de 1937) como portavoz del Partido Obrero de Unificación Marxista (POUM), con colaboraciones regulares de Baptista Xuriguera, Pere Bonet y Cuito, Josep Oltra y Picó y otros.